# Elsterweihe
Die Elsterweihe (Circus melanoleucos) ist eine mittelgroße, aber schlank gebaute Art der Weihen, die in der nordöstlichen Paläarktis brütet, in Südostasien überwintert und für die ein ausgeprägter Geschlechtsdimorphismus charakteristisch ist. Die nur geringfügig größeren Weibchen sind auf der Körperoberseite graubraun, die Männchen kontrastreich schwarz und hellgrau.
Die Bestandssituation der Elsterweihe wird von der IUCN mit ungefährdet (least concern) angegeben. Es werden keine Unterarten unterschieden.

## Erscheinungsbild

### Maße und unbefiederte Körperpartien
Die Elsterweihe erreicht eine Körperlänge von 43 bis 50 Zentimeter, wovon bei den Männchen 20 bis 22 und bei den Weibchen 21 bis 24 Zentimeter auf den Schwanz entfallen. Die Flügel haben bei den Männchen eine Länge von 34 bis 37 Zentimeter, bei den Weibchen von 35 bis 39 Zentimeter. Die Flügelspannweite beträgt 110 bis 125 Zentimeter. Das Gewicht liegt bei den Männchen zwischen 254 und 325 Gramm, die Weibchen wiegen zwischen 390 und 455 Gramm. Die Augen adulter Vögel sind gelb. Der Schnabel ist gelb, die Wachshaut ist gelb bis grünlich gelb. Die Beine und Füße sind bei den Männchen orangegelb, bei den Weibchen gelb.

### Männchen

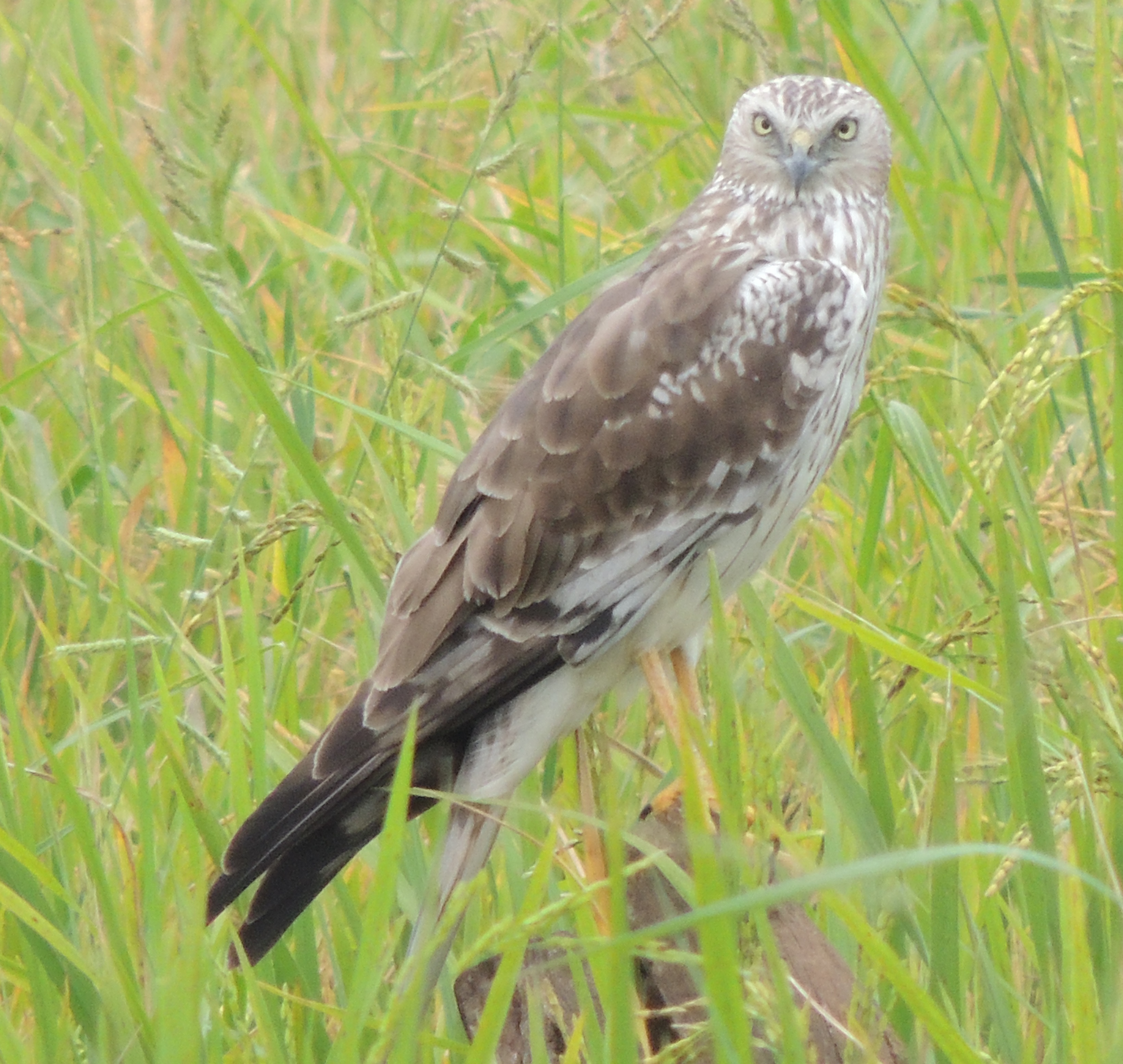
Elsterweihe, Weibchen

Die Männchen sind von Kopf bis zur Brust schwarz. Der Oberkörper, die mittleren Flügeldecken, die Handschwingen sind grau mit weißen Federsäumen. Die kleinen Flügeldecken sind dagegen grauweiß quergebändert. Die Körperunterseite ist silbergrau. Die kontrastreiche Färbung macht die Männchen unverwechselbar.

### Weibchen
Weibchen sind auf der Körperoberseite dunkelbraun. Das Gesicht, der Scheitel und der Nacken sind cremefarben bis blass bräunlich längsgestreift. Die Federn der Flügeldecken haben diffuse schwarzgraue Endbänder und einige weisen auch rotbraune Säume auf. Die Oberschwanzdecken sind weiß mit einer individuell unterschiedlichen braunen Querbänderung. Das Schwanzgefieder ist graubraun mit einem dunkleren Endband. Die Körperunterseite ist weißlich bis blass bräunlich mit dunkelbraunen bis rotbraunen Längsstrichen, die auf dem Unterbauch heller werden oder gar gänzlich fehlen.

## Verbreitungsgebiet
Das Verbreitungsgebiet der Elsterweihe reicht vom Süden Sibiriens und dem Osten der Mongolei bis in die Äußere Mandschurei und den Nordosten Chinas. Vereinzelt haben Elsterweihen auch schon im Norden von Myanmar und im indischen Assam gebrütet. Elsterweihen sind Zugvögel, die weit im Süden ihres Brutgebietes überwintern. Die Überwinterungsgebiete reichen von Indien und Sri Lanka, über Thailand bis in den Süden von China, Borneo und die Philippinen. Der Zug in den Süden beginnt im August und hat seinen Höhepunkt im September und Oktober. Die ziehenden Vögel folgen dabei weitgehend der chinesischen Küste, bei einer Zählung in Beidaihe im chinesischen Hebei überquerten im Herbst 1986 mehr als 14500 Individuen das Stadtgebiet. Als Irrgast werden einzelne Vögeln in dieser Zeit auch auf Inseln der Koreastraße und im Osten von Honshū beobachtet.
Einzelne Vögeln sind aber auch noch im Dezember in der Nähe ihres Brutgebietes zu beobachten. Der Rückzug aus den Überwinterungsgebieten beginnt im März und zieht sich bis Mai hin. In Jahren mit einer Massenvermehrung an Wühlmäusen bleiben einige der ziehenden Vögel aber auch in Ussuri und dem Nordosten von China.

## Lebensraum
Der Lebensraum der Elsterweihe sind offene Gebiete. Dies reicht von trockenen Steppen, bis hin zu dichtem Grasland, oder Taiga mit einem niedrigen Birkenbewuchs. Sie zeigen jedoch eine eindeutige Präferenz für Feuchtgebiete, wie die Uferzone von Seen, Überflutungsflächen von Flüssen und Marschen mit ausgedehnten Schilfzonen. Im Winter kommen sie regelmäßig auf Grasland und offenen Agrarflächen vor. Sie sind dann auch in der Nähe von Reisfeldern zu beobachten.
Ihre Höhenverbreitung reicht von den Tiefebenen bis in Höhenlagen von 2100 Meter. Brütende Elsterweihen sind überwiegend unterhalb von 1500 Höhenmetern anzutreffen.

## Lebensweise
Elsterweihen leben einzelgängerisch, zu Ansammlungen von mehreren Individuen kann es jedoch an Ruheplätzen kommen, wo sie dann auch mit anderen Weihenarten vergesellschaftet sind. In Regionen mit einem großen Nahrungsangebot und während des Zuges sind dagegen häufig mehrere Elsterweihen gleichzeitig zu sehen.
Elsterweihen sind Nahrungsgeneralisten, die Nahrungszusammensetzung variiert sowohl saisonal als auch individuell. Kleine Säugetiere, darunter Wühlmäuse, spielen jedoch eine besonders große Rolle. Daneben fressen sie Frösche und größere Insekten wie Heuschrecken und Käfer, die Nestlinge verschiedener Vogelarten, aber auch verwundete oder kranke Singvögel, Eidechsen, Schlangen und Fische. Sie wurden auch schon an Aas beobachtet, wobei dies in ihrer Ernährung eine sehr untergeordnete Rolle spielt.

## Fortpflanzung
Die Brutzeit reicht von Mitte Mai bis August. Das Nest wird auf dem Boden errichtet und besteht aus Gras, Schilf und ähnlicher Vegetation. Der Durchmesser beträgt 40 bis 50 Zentimeter, die Nesthöhe ist davon abhängig, ob die Plattform auf trockenem oder durchnässtem Boden steht. Das Gelege besteht aus vier bis fünf Eiern. Die Brutzeit dauert mindestens 30 Tagen. Die Nestlinge werden nach frühestens einem Monat flügge.